# The Lovely Linda
The Lovely Linda é uma canção do cantor e compositor britânico Paul McCartney. A canção abre o álbum McCartney (1970) e foi feita em homenagem à sua esposa, Linda McCartney.
A canção, escrita em 1969, foi a primeira música gravada para o álbum. Sua gravação ocorreu com o objetivo de testar o equipamento de gravação (um Studer Recorder de quatro canais), instalado no estudio particular de McCartney. Uma versão mais longa desta faixa permanece nos arquivos particulares de McCartney. Com quarenta e dois segundos de duração, "The Lovely Linda" é a faixa mais curta da discografia solo do cantor.

## Instrumentos
- Paul McCartney: Contrabaixo, violão e percussão na capa de um livro.